# Junta Central Gubernativa
La Junta Central Gubernativa  fue un organismo dominicano colegiado de gobierno, con carácter provisional, creado  el 1 de marzo de 1844 en Santo Domingo, justo después de haberse proclamado la independencia dominicana (27 de febrero de 1844). La JCG tuvo por misión y tarea encargarse de organizar política, jurídica, militar y administrativamente el país después de la proclamación de la independencia. Su origen se encuentra en el manifiesto del 16 de enero de 1844, parte en el final, donde esta es denominada como un cuerpo colegiado de 11 miembros, que asumiría todos los poderes hasta que el Estado estableciera una constitución.:

El gobierno provisional se compondrá de una Junta de once miembros elegidos en el mismo orden. Esa Junta tendrá en su mano todos los poderes hasta que se redacte la Constitución del Estado. Determinará la manera a su juicio más conveniente para conservar la libertad adquirida y nombrará, por fin, jefe supremo del ejército, obligado a proteger nuestras fronteras, a uno de los más distinguidos patriotas, poniendo bajo sus órdenes a los subalternos que le sean necesarios.
Extraído del Manifiesto del 16 de enero de 1844

La forma de Gobierno que adoptaría la Junta (según los preceptos del manifiesto del 16-1-1844) sería de tipo liberal, inspirada en las ideas de Locke, Rousseau y Montesquieu, entre otros. Los dominicanos de alguna preparación intelectual se nutrieron de esas ideas que venían barriendo en Europa y en América el colonialismo, el despotismo y el feudalismo:

Las leyes fundamentales de ese Estado garantizarán el régimen democrático, asegurarán la libertad de los ciudadanos aboliendo para siempre la esclavitud (LA ABOLICION DE LA ESCLAVITUD FUE SU PRIMER DECRETO) y establecerán la igualdad de los derechos civiles y políticos sin miramientos para con las distinciones de origen y nacimiento. Las propiedades serán inviolables y sagradas; la religión católica, apostólica y romana será, como religión del Estado, protegida en todo su esplendor. Pero nadie será perseguido ni castigado por sus opiniones religiosas. La libertad de prensa será protegida; la responsabilidad de los funcionarios públicos quedará debidamente establecida; la confiscación de bienes por crímenes y delitos será prohibida; la instrucción pública será estimulada y protegida a expensas del Estado; los derechos e impuestos serán reducidos al mínimo; habrá un olvido total de los votos y de las opiniones políticas emitidos hasta este día, y eso mientras los individuos se adhieran de buena fe al nuevo sistema. Los grados y empleos militares serán conservados de acuerdo a las leyes que se establecerán. La agricultura, el comercio, las ciencias y las artes serán igualmente fomentados y amparados. Lo mismo ocurrirá con el estado de las personas nacidas en nuestra tierra o con el de los extranjeros que en ella querrán vivir, en armonía con las leyes. Por último, emitiremos lo más pronto posible una moneda con garantía real y verdadera, sin que el público pierda nada sobre la que tiene con el sello de Haití.
Extraído del manifiesto del 16 de enero de 1844

La J.C.G constituyó la primera forma de gobierno que tuvo el país en condiciones de vida independiente y republicana. Las principales actividades, en un momento tan convulso, fueron conducir la guerra frente a la invasión de los haitianos, pues de ella dependía la supervivencia del recién nacido Estado y la aplicación de medidas de urgencia de carácter provisional con el fin de poner a funcionar la maquinaria gubernamental, la recaudación de impuestos, informar a las potencias extranjeras de la existencia del nuevo Estado y extender su dominio sobre  el territorio recién liberado. Al principio J.C.G. tuvo que mantener en vigencia las leyes haitianas por un tiempo, ya que de lo contrario no hubieran funcionado los tribunales, la recaudación de impuestos, los municipios, las aduanas y otros organismos indispensables para la marcha normal de la vida institucional de toda sociedad. La J.C.G. gobernó el país por un espacio de 8 meses.

## Composición
La J.C.G. organizó y dirigió las primeras acciones políticas y militares que consolidaron la independencia nacional. Esta junta comenzó a estructurarse a raíz de la proclamación de la República. (27-2-1844). Bobadilla, Sánchez, José Joaquín Puello, Remigio del Castillo, Wenceslao de la Concha, Mariano Echavarría, Pedro de Castro y Castro y Mella formaron parte de ella. El segundo la presidió por primera oportunidad, poco después la presidió Bobadilla. Siempre estuvo sacudida por las contradicciones entre dos bandos: Liberales duartistas y conservadores ligados a planes proteccionistas. Fue varias veces conformada con otros miembros.
Estos mantuvieron el criterio de que la única forma de mantener la independencia nacional era declarándola bajo la protección del gobierno francés, lo que trajo como consecuencia que se organizara un complot militar, que culminó en un golpe de Estado el 9 de junio del mismo año, mediante el cual la Junta fue reorganizada por los trinitarios.

## Control

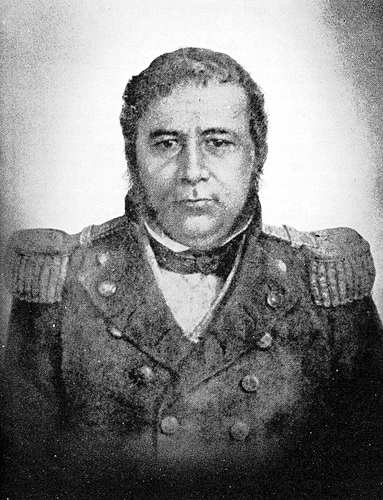
Pedro Santana

Primer Presidente de la misma (julio de 1844) y luego Presidente de la República, en noviembre del mismo año.
El 1 de junio, Santana fue proclamado presidente y la Junta Central Gubernativa pasó a ser retomada por los hateros. Junto a Santana estaba el General Duarte, quien era encargado de la plaza de las armas del departamento de Santo Domingo y formaba parte de la Junta. Santana y Duarte prontamente tuvieron inconvenientes: la causa fue la invitación que recibió Santana para mandar la ofensiva contra el ejército haitiano de Herad, el cual estaba provocando una revolución que más tarde le arrojaría al poder. 
Antes, en agosto de 1844 Santana expulsó del país a Duarte, Sánchez y Mella y otros trinitarios.

## Sus decretos más importantes
- Decreto del 1 de marzo de 1844: La esclavitud ha desaparecido para siempre del territorio de la República dominicana, y el que propague lo contrario será considerado delincuente, perseguido y castigado si hubiese lugar. (Planteado esto en el manifiesto del 16 de enero de 1844)

- Disposición del 20 de abril de 1844: Orden de secuestro de todos los bienes de los haitianos y de todos aquellos que hubieren apoyado su causa después del 27 de febrero de 1844

- Decreto del 6 de mayo de 1844: Que dispone que todo dominicano que se hubiere ausentado del territorio nacional después del 9 de marzo de 1844, si después de los tres meses de la promulgación de este decreto no hubiera vuelto al país, le serán confiscados todos sus bienes en provecho del Estado, la pérdida de sus derechos civiles y políticos y se abriría la sucesión por muerte civil.

- Decreto del 17 junio de 1844: La J.C.G. se obliga a pagar en moneda nacional todos los impuestos de importación y exportación.

- Disposición del 14 de julio de 1844: Se realiza la convocatoria para la conformación del congreso constituyente que le dará al país su primera constitución.

- Decreto del 23 de julio de 1844: Se ordena la creación y emisión de la primera Moneda Dominicana y un mes más tarde se ordena la recolección de la moneda haitiana para que la primera mencionada fuese la única con fuerza legal.

- Decreto del 17 de agosto de 1844: Se ordena la impresión de papel sellado con el escudo dominicano para sustituir al haitiano, disponiendo que en tales papeles debía escribirse todos los actos y documentos civiles judiciales extrajudiciales entre partes y bajo firma privada

Para finales del año 1844, la J.C.G. había cumplido con sus principales objetivos: deshaitinizar las leyes y la administración pública, ingresar al patrimonio nacional los bienes de los haitianos y emigrados, revivir las finanzas y el comercio e institucionalizar la república a través de un proceso electoral que terminó con la promulgación de la primera constitución dominicana, proclamada el 6 de noviembre del mismo año. Con sus objetivos alcanzados, y el país ya dotado con una constitución, la J.C.G. consideró cumplida su misión e, ipso-facto, quedó disuelta.